# Ílam

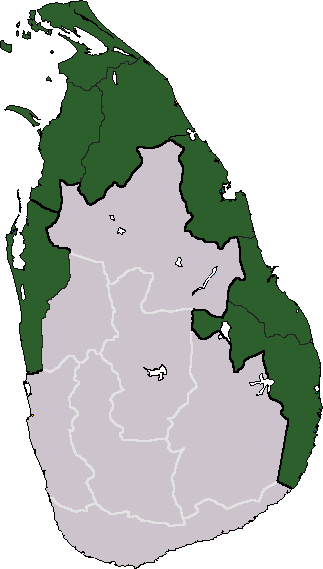
Ílam (zeleně) na mapě Srí Lanky

Ílam, resp. Tamilský Ílam je oblast v Srílanské demokratické socialistické republice, kterou majoritně obývají etničtí Tamilové, kteří tvoří téměř čtvrtinu obyvatelstva Srí Lanky a jsou převážně hinduisté – šivaisté, patří k drávidské jazykové rodině, na rozdíl od majoritních indoevropských Sinhálců, kteří jsou vyznavači théravádového buddhismu a tvoří 74 % obyvatel Srí Lanky. Území, které Tamilové obývají a považují jej za území Tamilského Ílamu, se částečně překrývá se Severní provincií a Východní provincií státu Srí Lanka.
Tamilové projevují značné separatistické tendence (a to nejen na Srí Lance, ale i v Indii, kde v roce 1991 spáchali atentát na indického premiéra Rádžíva Gándhího), a snaží se získat na Srí Lance širokou autonomii, ba až vytvoření samostatného separátního státu. To vedlo v minulosti k rozsáhlým genocidám tamilského obyvatelstva ze strany Sinhálců a srílanské armády.
Odpovědí na to bylo utvoření tamilských ozbrojených skupin odporu, které postupně od ochrany civilního obyvatelstva přecházely až k teroristické činnosti. Z těchto teroristických organizací jsou nejznámější Tamilští tygři, aneb přesněji Tygři osvobození tamilského Ílamu, LTTE.
Mnoho tamilských obyvatel ze Srí Lanky uprchlo a vytvořilo rozsáhlé komunity a diaspory v zahraničí, například v Německu.